# Route Cariboo

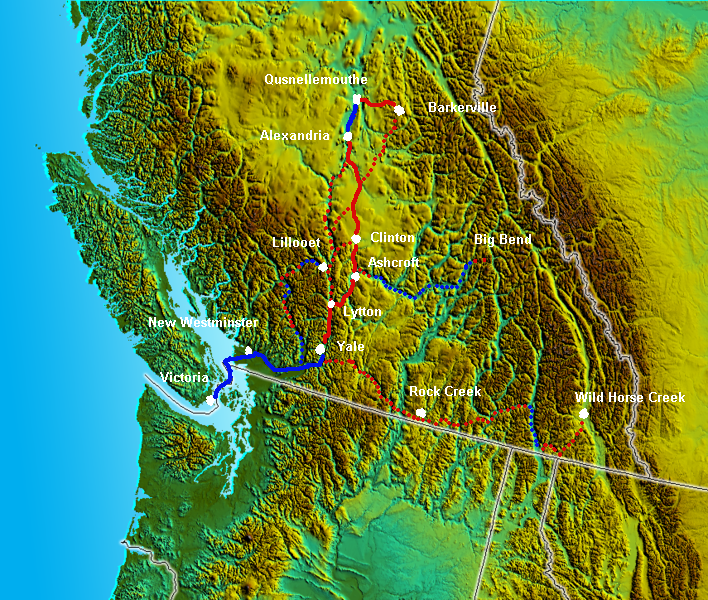
Tracé de la route Cariboo (en rouge sur la carte).

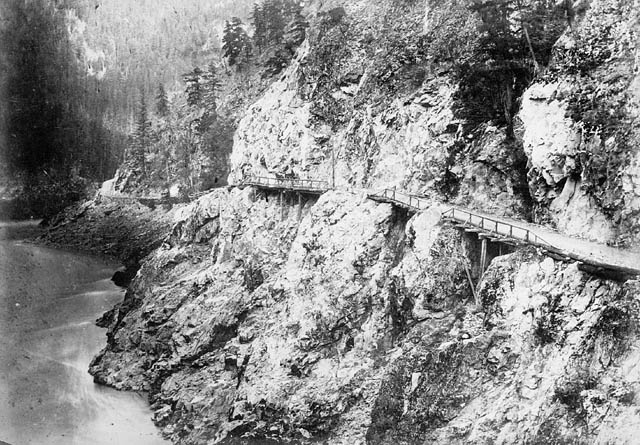
Tronçon de la route Cariboo près de Yale (1867-1868).

La route Cariboo (Cariboo Road) était un projet de construction de route initié en 1860 par le gouverneur de Colombie-Britannique James Douglas. La route devait relier les localités de Yale et de Barkerville en passant par une zone dangereuse composée de canyons.
Le projet de route devait permettre de rejoindre plus facilement la région Cariboo où de l'or était exploité à la suite d'une ruée vers l'or. Le seul accès à cette zone se composait d'un sentier le long d'une falaise où une seule mule pouvait passer à la fois.
La construction de la route eut un coût de 1,25 million de dollars alors qu'elle fit transporter l'équivalent de 6,5 millions de dollars en or. À l'origine, la route aurait dû se prolonger jusqu'en Alberta mais cette partie du projet fut abandonnée.

### Biographie
- (en) British Columbia from the earliest times to the present. Vol. 2, E.O.S. Scholefield & F.W. Howay,   S.J. Clarke Pub. Co., Vancouver, British Columbia (1914) Chapter 6: Roads and Trails to Cariboo (pp. 87-200)
- (en) Downs, Art. Wagon Road North.  NW Dispatch, 1960.
- (en) Paternaude, Branwen. Trails to Gold.  Horsdahl and Schubert.  1995.
- (en) Wells, Martin. Steam to the Cariboo. Cordillera, 2009.